# カトリック教会の性的虐待事件
カトリック教会の性的虐待事件は、21世紀に入ってローマ・カトリック教会を揺るがすことになった、聖職者による児童への性的虐待問題である。

## 概要
問題の性質上、長きにわたって明るみに出ていなかったが、2002年にアメリカ合衆国のメディアが大々的にとりあげたことをきっかけに多くの報道が行われ、一部は訴訟に発展した。この種の事件が起こっていたのは孤児院や学校、神学校など司祭や修道者、施設関係者と子供たちが共同生活を送る施設であることが多かった。
アメリカに続いて、アイルランド、メキシコ、オーストリアといった国々でも訴訟が起き、イギリス、オーストラリア、オランダ、スイス、ドイツ、ノルウェーにおいても行われてきた性的虐待が問題となっている。アメリカやアイルランド、スコットランドでは教区司教が引責辞任に追い込まれるという異例の事態となった。
これら一連の騒動により、アメリカなどでは一度でも児童への性的虐待が発覚した聖職者は再任することができなくなったが、職場を追われた神父らが、メディアなどの監視が行き届かない南米など発展途上国で同様に聖職に就き、同様の事件を起こしていることがわかり、新たな問題になっている。
一部の告発には反カトリックや反教会主義を標榜する団体や個人による捏造も含まれている他、当事者（死亡者も含む）の弁明も聞かないまま無罪推定の原則すら適用されずに告発が真実として扱われている疑わしい事例も多数存在する（ドイツのMHG研究報告書など）。

## 経緯と影響
教会の上層部が不祥事の発覚を恐れ、事件を起こした人物を異動させるなどで問題を隠蔽してきたことが判明すると、カトリック教会の対応が厳しく批判された。これにより、2006年に教皇ベネディクト16世は、今後同様の問題が起きた場合は厳正に処断すると宣言。このような罪を犯すことはもちろん宗教的・社会的にも許されない上に、隠すことも大きな罪になるとはっきり述べた。しかし、その後の教皇・カトリック教会による対応に批判は止まなかった。
2010年3月、ニューヨーク・タイムズが、ベネディクト16世自身が枢機卿在任時代に司祭の虐待事件をもみ消していたという疑惑を報じたことにつき教皇側が強く反発したことから、同年3月28日にはロンドンで教皇の退位を要求する抗議デモが行われ、3月30日には、アメリカ合衆国の弁護士が、教皇が司祭による性的虐待を知りながら事件を隠匿したとして、教皇を証人として出廷させるよう裁判所に要請した。
2010年4月18日、教皇ベネディクト16世は、訪問先のマルタにおいて、虐待被害者たちと会談。涙をながして「遺憾と悲しみ」の意を表明し、祈りをささげるとともに、教会が全力で疑惑の調査を行っている事を説明し、虐待の責任者を処罰するまで調査を続け未来の若者達を守る方策を実施すると約束した。
同年5月11日、教皇ベネディクト16世は当該問題につき「教会内で生まれた罪により教会が脅威にさらされている」とし、教会の責任に初めて言及した。しかし、これはポルトガル訪問の際の機中で記者団に語った発言であり、屋外ミサにおける説教では特に言及はされなかった。
ベネディクト16世に代わり、2013年3月13日に新たに教皇となったフランシスコは、2013年4月5日にこの問題に関して「断固とした対応をとる」という声明を発表した。
性的虐待が原因で2011〜2012両年に教会から解任処分などを受けた聖職者は384人に達した。
2020年11月10日、ローマ教皇庁は国務省により作成されたセオドア・マカリック元ワシントン大司教・元枢機卿に関するレポートを発表した。

### アメリカ合衆国

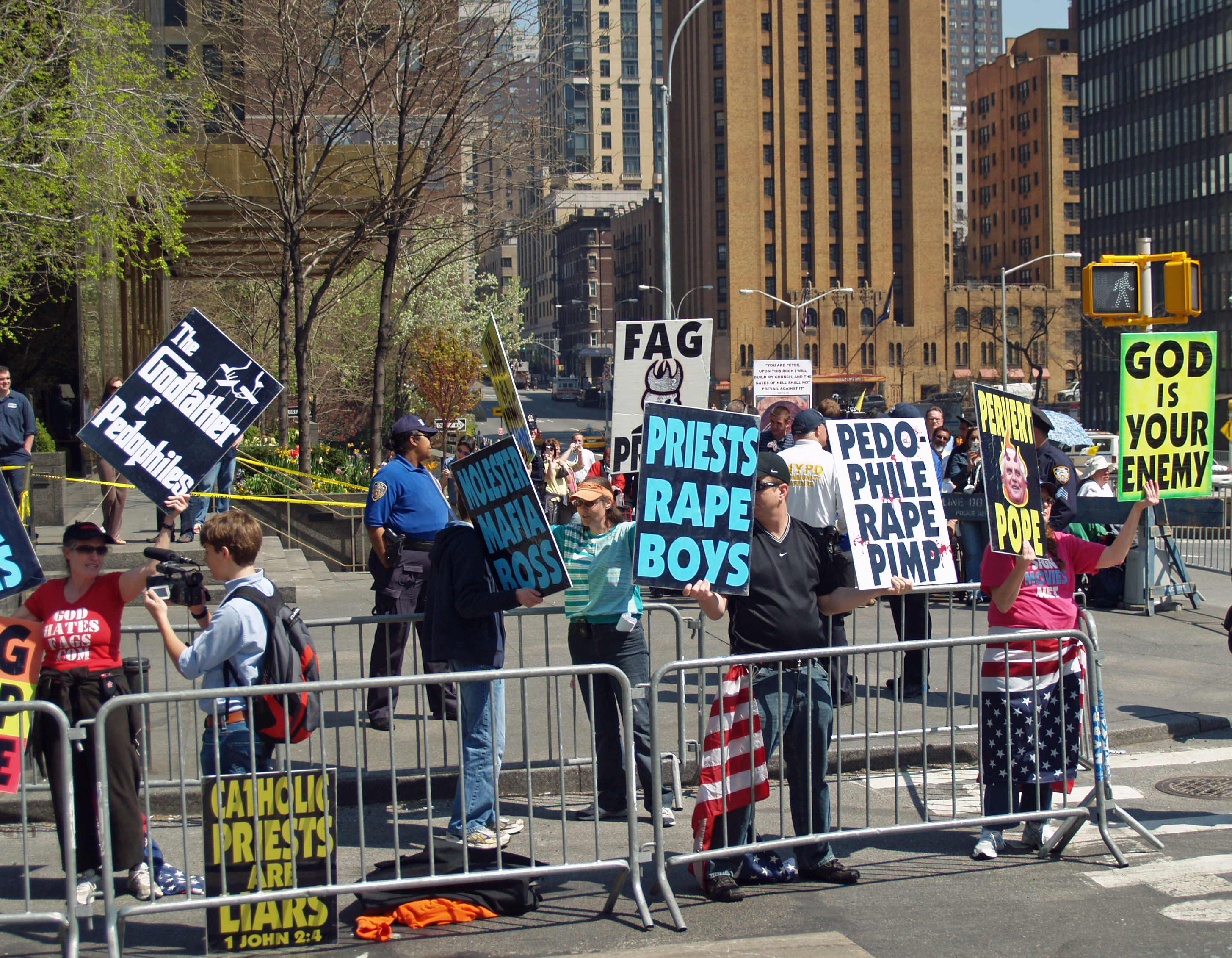
2008年4月18日、国連本部ビルで演説するベネディクト16世に対し、性的虐待について抗議するウエストボロ・バプティスト教会の信者たち

アメリカ合衆国で最初にこの件に世間の注目を集めたのはボストン・グローブ紙であった。2002年1月、同紙はボストン司教区の教区司祭ジョン・ゲーガン神父が、六つの小教区に携わった30年にわたる司祭生活の中で、延べ130人もの児童に対する性的虐待を行って訴訟を起こされたこと、またカトリック教会はゲーガンに対しなんら効果的な処分を行わず他の教会へ異動させただけで、それが事態を悪化させてきたと、特集を組んで報道した。ゲーガンは1991年の虐待事件に関して起訴され、1998年に聖職停止（司祭としての職務の剥奪）処分を受けていた。その後ゲーガンは2002年に禁錮9 - 10年の実刑判決を受けたが、2003年8月23日にソーザ・バラノフスキー矯正センターで幼少期に性的虐待被害の経験のある収容者ジョセフ・ドルースに暴行されて死亡した。
ボストン大司教バーナード・フランシス・ロー枢機卿は、自身の教区に属するゲーガンへの対応に関して、世論の厳しい批判を受け、2002年12月13日に辞任に追い込まれた。ロー枢機卿はゲーガン神父の問題行動に関しての報告をたびたび受けていたにも拘らず、効果的な対応を行わなかったとされる。ロー枢機卿の後任となったショーン・オマリー司教は被害者への賠償金の支払いなどの1200万ドル (約16億円)ともいわれる多額の裁判費用の捻出のため、教区資産の売却を余儀なくされた。
教区の責任者としてロー枢機卿が厳しい批判を受けることになったのは、同教区でこのような問題が起こったのはゲーガンが初めてではなかったからである。かつて同教区の司祭であったジェイムズ・ポーターが1950 - 60年代に、少なくとも125人の子どもへの性的虐待を繰り返して教区内で問題になり、本人も自身の性的嗜好の問題に苦悩して長上に相談し、さらには逮捕までされているにもかかわらず、なんら実効的な対処が行わず、教区内を転々とさせるだけであったということが明らかになったのだ。ポーター自身は1974年に司祭職を離れて結婚生活を送るようになったが、1990年代にかつての被害者が名乗り出たことから、マスコミが彼の過去を次々に暴きだすことになった（ポーターは家庭生活を送っていた1984年になってもベビーシッターの少女への性的虐待を行ったとされている）。1993年、ポーターは多くの性的虐待の罪で懲役18 - 20年の実刑判決を受け、2005年にガンのため獄中で死去した。
この不祥事が発覚した後、6月には250人が解任されるという事態となったが、聖職は剥奪されなかった。そのため、アメリカ国民はこの「温情ある方針」に激怒した。米ニューヨーク・タイムズ紙（電子版）は2003年1月11日、過去60年間で米国カトリック教会の1200人を超える聖職者が4000人以上の子供に性的虐待を加えたと報じた。さらに2004年2月16日には米CNNテレビで1950年から2002年にかけての52年間で、神父4450人が疑いがあると報道し、件数は約11000件に上ると報じた。これはその期間中における神父の人数11万人の内の4%である。約11000件中立証できたのは6700件、立証できなかったのは1000件、神父が死亡したなどの原因で調査不可能になってしまったものが3300件であった。しかも被害者団体はこれに対しても「司祭らは長年にわたり（性的虐待を）隠そうとしてきた。すべての真実を示すものではない」と批判した。
2007年に、ニューヨーク市のカトリック教会は、子供の性的虐待を防ぐ塗り絵を市内の学校に配布した。この塗り絵には、侍者を務める少年に対して、密室で司祭と二人きりにならないよう天使が教える絵などが描かれている。聖職者の性的虐待を調査する機関「Bishop Accountability（司教の責任）」によると、2007年12月までの段階で、全米4万2000人の司祭のうち、約3000人が性的虐待の疑いで弾劾され、捜査当局の調査対象となった者、有罪判決を受けた司祭もいたとされる。
2008年4月18日、教皇ベネディクト16世は訪米時に被害者達に面会して直接謝罪した一方で、聖職者の児童虐待は「アメリカ社会の堕落にも責任」があると言及した。
アメリカ合衆国での騒動はその後も収まらず、2010年3月25日には教皇ベネディクト16世自身が教皇庁教理省長官たる枢機卿在任時に、虐待をしていた司祭の処分を見送っていた疑惑がニューヨーク・タイムズによって報道された。これに対し教皇は「つまらぬゴシップ」と切り捨て、周辺の司教らは一連の性的虐待事件について「一部の者の過ち」とし続けており、「性的虐待はカトリックだけの問題ではない」「何者かの陰謀だ」と逆に反発を強めている。現バチカン教理省長官を務めるウィリアム・レヴェイダ枢機卿は同年3月31日、ニューヨーク・タイムズの当該記事に対し「いかなる適正な公平性の基準にも達していない」と非難した。
ニューズウィークは、2010年3月31日号で聖職者の独身制の問題を指摘した。
同年4月23日には、ウィスコンシン州で、被害者がバチカン（教皇庁）と教皇を提訴するに至った。5月13日、バーモント州のバーリントン（Burlington）司教区は、神父による性的虐待被害者に対し2000万ドル（約18億5000万円）以上の慰謝料を支払うことに合意した。費用捻出の一部には不動産売却代金が含まれる見込み。

### ドイツ
300人以上もの被害者が報告されているドイツにおける事件では、教皇ベネディクト16世が大司教であった1980年の南部ミュンヘン司教区においても被害者が存在すること、教皇の実兄が指揮者を務めたレーゲンスブルク聖歌隊においても虐待があったこと、さらに性的虐待に関与した神父の教会施設受け入れを認めたと報道されている。この時、教皇はこの事実を知っていたのではないか、という疑惑が挙がってきており「教皇は性的虐待を黙殺したのではないのか？」と疑念が持たれている。教皇の出身国ドイツの世論調査機関によれば、国内2500万人のカトリック信者のうち、19%が「カトリック教会を離れることを検討中」と回答した。

### アイルランド
アメリカ国外で起こった同種の事件としては、アイルランドのノルベルト修道会士ブレンダン・スミスのケースがある。彼は1945年から1990年にかけて、自らが関わっていた数百人の子どもたちに対して性的虐待を繰り返していたとされる。アイルランドでは前述のスミスだけでなく、同様の罪が問題とされたファーンズ司教区のジム・グレナン神父や、児童への暴行容疑で裁判を受けることになったが開廷前に自殺したショーン・フォーチューン神父などの事件が続けて明るみにでた。この問題を受けてファーンズ教区のブレンダン・コミスキー司教が引責辞任し、ダブリン大司教区のコンネル枢機卿も進退を問われる事態となった。2010年3月までで、合わせて4人の司教が引責辞任している。
2009年5月には、1930年代から性的、肉体的、精神的な虐待が児童に対し広く行われていたとの調査報告が政府の調査機関から発表され、同年11月26日には、関係機関が誠実に被害者に対して対応を行っていなかったことにつき、教会と政府が謝罪した。
2010年3月20日に教皇ベネディクト16世は、アイルランドでの性的虐待問題につきアイルランドのローマカトリック教会に対して送った教書を公表。反省と謝罪を行い、信頼回復を誓った。この教書の中で、教皇は神への痛悔を行うとともに、犯罪行為に対して法の裁きを受けるよう求めた。今後、バチカンも児童虐待につき公式に調査し、教皇が被害者と直接面会して癒やしを祈るとした。ただしもみ消しに関与したとされるブレイディー枢機卿らの辞任は求められていない。被害者の一人が教書の内容に対し「被害者への言及が少なく、失望した」と述べたとロイター通信は報じている。肉体的・精神的被害について賠償を求める動きが一部で出ている。

### イギリス

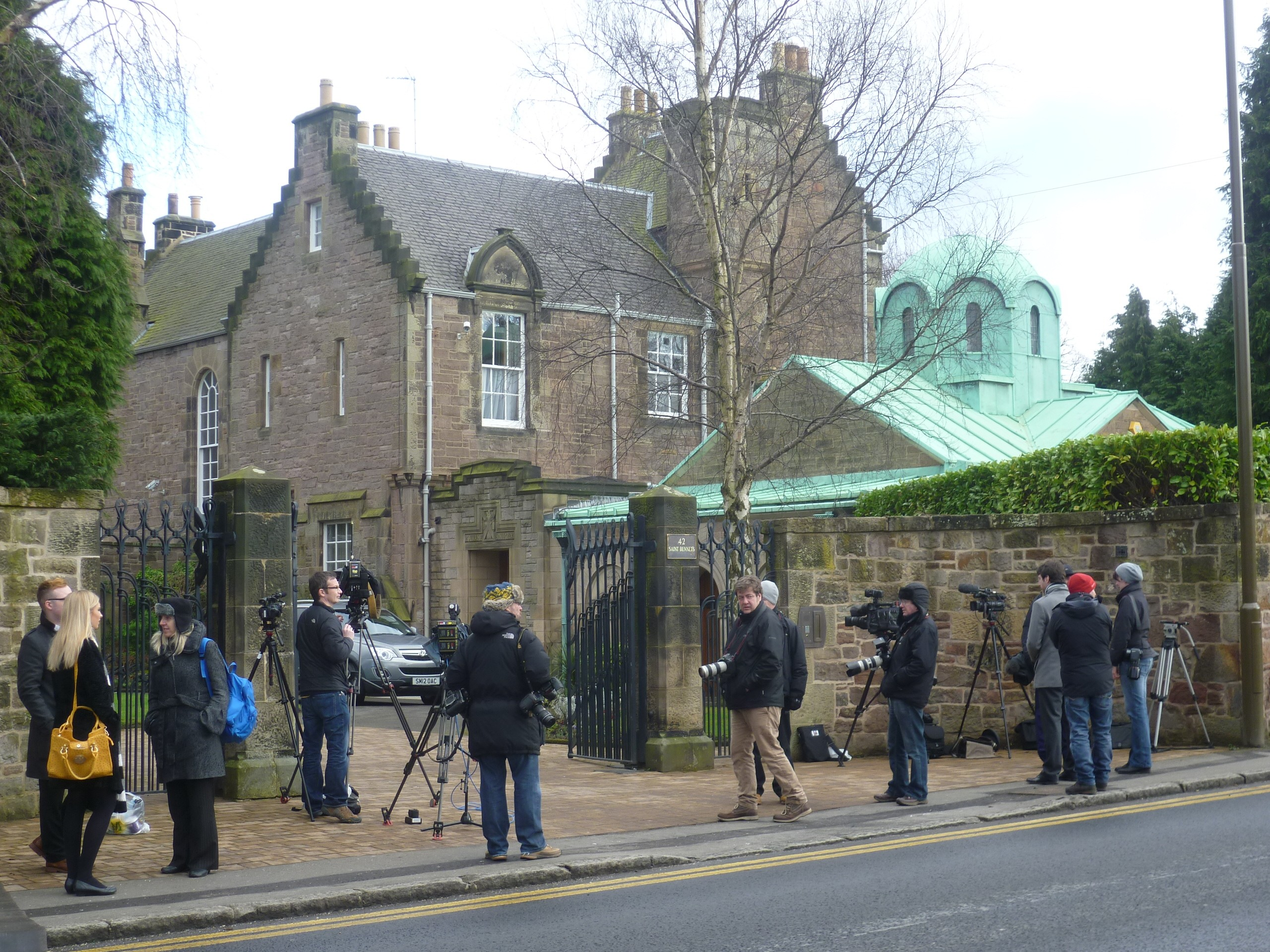
キース・オブライエン枢機卿が大司教職を辞職する当日、集まった報道陣

イギリスでもカトリック聖職者による児童虐待が問題となっている。2000年半ばころから、各地のカトリック系の学校で、教師でもある聖職者から性的な虐待を受けたという過去の事例が次々と明るみに出、いくつかの訴訟で有罪判決が下された。なかでも、イギリスのカトリックの最高位にあったバジル・ヒューム枢機卿が教区長時代の1970年代に、生徒の親から訴えがあった性的虐待に対して緘口令を出していたことが報じられ、大きな騒ぎとなった。
教皇ベネディクト16世は2010年9月16日から4日間、1534年にヘンリー8世がローマ教会と袂を分かって以後の歴代教皇では初めて英国を公式訪問した（非公式訪問はヨハネ・パウロ2世が既に行っている）。教皇の訪問に際し、当該問題に対するデモなどが複数計画されていた。
ベネディクト16世は英国での児童虐待被害者のうち女性4人、男性1人に面会し、18日のミサにおいてはこれまでで最も明確な文言（「言葉で表せないほどの罪を恥ずかしく思う」）で謝罪の意を表明した。しかし、英国の虐待被害者のための全国組織である NAPAC (National Association for People Abused in Childhood) のピーター・サンダース会長はこの謝罪に対し、教皇は立場的に追い込まれて謝罪発言に至ったとして、厳しい評価を下している。
イギリス・スコットランドのキース・オブライエン枢機卿は、男子学生や同僚の司祭たちへの性的虐待で告発されており、2013年2月にはエディンバラ大司教の職を辞している。オブライエンは当初、3月の自身の誕生日にあわせて辞任する考えだったが、ベネディクト16世より即時辞任を求められたという。オブライエンは、今後、一切の宗教的行事から身を引くとしている。

### メキシコ
メキシコでは、「キリストの兵士」という修道会を1940年代に創設したマルシアル・マシエル神父が元神学生への性的虐待容疑で訴えられた。マシエル神父は自らと修道会の名誉を傷つけようとする陰謀であると主張し、容疑を否定した。事件はメキシコの司法当局で調査されただけでなく、教皇庁も教皇直属の委員会を招集して直接の調査に乗り出す事態になった。委員会による審議は、教皇ヨハネ・パウロ2世の死期が迫ったことで中断されていたが、2004年12月にヨーゼフ・ラッツィンガー枢機卿（元教皇ベネディクト16世）が教皇に代わって委員会による迅速な審議を指示。同じころ、マシエル神父は修道会の総長職を退いたが、委員会の調査とは無関係であるとコメントしている。
2006年5月19日、教皇ベネディクト16世は86歳のマシエル神父に対し、一切の職務を退き、以後「祈りと痛悔」の日々を送るよう命じた。バチカンは声明の中で、「調査委員会への喚問も検討したが、高齢と健康不安を理由にこれは断念した」とも述べた。このような声明が教皇自身の名前で出されることはかつてなかったことであり、同種の問題に対する対応が甘いと批判された前教皇ヨハネ・パウロ2世の方針とははっきりと一線を画すものであると見られている。ベネディクト16世はこのようなスキャンダルに対する「断固とした対処」を繰り返し訴えている。
マルシアル・マシエルは、その後米国に移住し、2008年に死去。本人による公式な謝罪はなかったが、本人の死後に、後任者がこの件について謝罪した。

### オーストラリア
オーストラリアで行われた聖職者による性的虐待については、教会による事実隠蔽の疑惑が渦巻く中、被害者両親から教皇に対し謝罪要求が行われていたが、オーストラリアを訪問した教皇ベネディクト16世は2008年7月、シドニーで行われたミサにおいて、オーストラリアで発生した聖職者による未成年者への性的虐待事件につき、全面的に謝罪、聖職者によるケアを指示し、犯罪者に対する厳正な法による処罰を求めた。
2018年５月、メルボルンの治安判事裁判所にはローマ法王庁の財務長官を務めるジョージ・ペル (George Pell) 枢機卿を複数の性的暴行容疑について陪審裁判にかける判断を下した。2020年4月7日、オーストラリアの最高裁判所は有罪判決を覆し、全会一致で無罪判決を下した。ペル枢機卿はオーストラリアのカトリック教会で最高位、法王庁でも3番目の地位にある。

### フランス
2021年11月8日、フランスのカトリック教会は、フランス国内で聖職者によって性的被害を受けた未成年者が1950年以降で推計33万人に上るとした調査報告書を受け、被害者へ補償金を支払うことを決定した。法律家をトップとする独立機関が被害者の申告を受けて事実を確認し、被害に応じた補償を行う。そのために教会の不動産を手放し、基金に充てるという。

### ギリシャ
ギリシャ正教会もこの問題について言及している。首座主教であるアテネ大主教イエロニモス2世の側近であるディミトリオス神父は、カトリック教会の司祭の独身制、および「純潔を優越とみなす思想」の問題を指摘している。正教会においては司祭の妻帯は、前段階である輔祭に叙聖される前に結婚するのであれば許される。一連の事件は特殊な性愛傾向をもつ司祭に問題があるとするバチカンの見解に対し、ディミトリオス神父は司祭の独身維持という制度が問題の根源にあるとし、未成年者に性的虐待が向かうのは司祭個々人の性愛傾向が原因ではなく、また口封じが容易であることも要因として指摘している。

### 日本
日本カトリック司教協議会は国内でも性的虐待があったことについて、2002年6月21日に「子どもへの性的虐待に関する司教メッセージ」として発表。2019年4月8日、全国にある16司教区を通じた性的虐待に関する調査実施の方針を決定した。
日本では、男性（公表当時62歳）が実名での性的虐待被害を告発した。児童養護施設「東京サレジオ学園」に在園していた小4の時に元園長のトマス・マンハルド神父から1年間にわたって性的虐待を受けたという。2020年6月、国内の被害者たちが長崎市内で集会を開き、被害者の会の設立を宣言した。